# Bradynella
Bradynella es un género de foraminífero bentónico considerado un sinónimo posterior de Globocassidulina de la subfamilia Cassidulininae, de la familia Cassidulinidae, de la superfamilia Cassidulinoidea, del suborden Buliminina y del orden Buliminida. Su especie tipo era Cassidulina subglobosa. Su rango cronoestratigráfico abarca el Holoceno.

## Discusión
Clasificaciones previas incluían Bradynella en el suborden Rotaliina del orden Rotaliida.

## Clasificación
Bradynella incluía a las siguientes especies:
- Bradynella quadrata
- Bradynella toddi, aceptado como Globocassidulina toddi
- Bradynella subglobosa
- Bradynella tuberculata